# Namaste

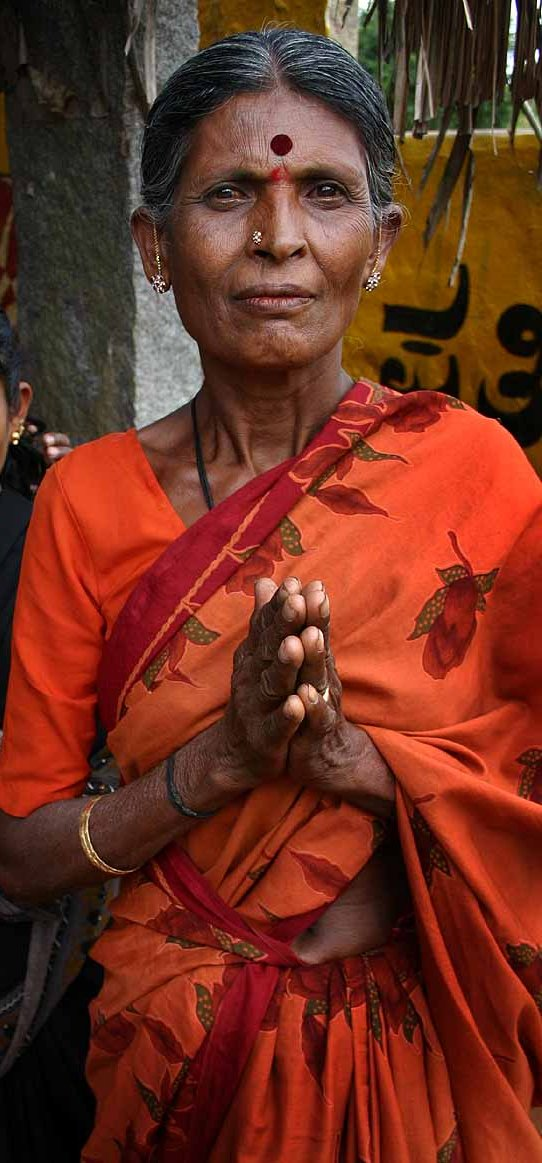
Kobieta wykonująca gest Namaste

Namaste lub Namaskar (hindi नमस्ते) – tradycyjne indyjskie przywitanie, pozdrowienie. Dosłownie tłumaczone znaczy „Pokłon tobie”.
Wypowiadaniu tego pozdrowienia często towarzyszy andźali – gest półukłonu ze złożonymi rękoma na wysokości serca (uważanego w Indiach za siedzibę boskości w człowieku) i palcami wskazującymi do góry. Gest można także wykonać nie odzywając się – ma takie samo znaczenie jak samo wypowiedzenie słów pozdrowienia.